# H-индекс
h-индекс (на английски: h-index), също индекс на Хирш, е число, посредством което се оценяват едновременно продуктивността и значимостта на публикациите, направени от определен учен, група или институция. Наименованието идва от инициала на аржентино-американския физик Хорхе Хирш, който го предлага през 2005 г.
Стойността на h-индекса се определя въз основа на най-цитираните публикации: измежду тях се преброяват онези h на брой, които са били цитирани поне h пъти. h-индексът е най-голямото число, което отговаря на това изискване.
Пресмятането на h-индекса може да се извърши, като на последователно номерирани редове се записва в низходящ ред броят на цитатите на всяка отделна статия — стойността на h се намира там, където номерът на реда става по-голям от числото, записано върху реда.